# 神様になった日
『神様になった日』（かみさまになったひ、英: The Day I Became a God）は、P.A.WORKS制作による日本のテレビアニメ作品。2020年10月から12月までTOKYO MXほかにて放送された。
原作・脚本は麻枝准、キャラクターデザインの原案はNa-Gaがそれぞれ担当する。『Angel Beats!』『Charlotte』に続く、Key・アニプレックス・P.A.WORKSによる3番目のオリジナルアニメ作品である。監督は前作と同じく浅井義之が務める他、メインヒロインのひな役には前作で友利奈緒役を演じた佐倉綾音が担当。佐倉は前作に続くメインヒロイン担当となる。基本的に収録はプレスコで行われた。

## あらすじ
大学受験を控えた高校生成神陽太の前に全知の神を名乗る少女があらわれ、「30日後に世界は終わる」と予言する。少女・佐藤ひなは神に等しい力を持つと自称し、未来予知や人の願いを叶えてみせる。陽太はひなにふりまわされながらも、伊座並杏子や友人たちと楽しい夏休みを過ごす。実はひなは先天性の病気で歩くことも話すこともできず、祖父の興梠博士の元で劇的な回復をしたことが判明する。
天才ハッカー少年鈴木央人はCEOの依頼で、興梠博士の研究内容を調査。博士が発明したチップ型量子コンピューターがひなに埋め込まれていることを突き止める。CEOの「上」の判断により、チップは破棄されることが決定。ひなは連れ去られる。夏休みが終わり、ひなを探し続ける陽太の高校に央人が転校してくる。陽太は央人がひなのことをほのめかしているのに気づく。央人はひなが暮らすサナトリウムに陽太を送り込む。チップ除去手術を受け、変わり果てた姿のひなは陽太の声を聴いても怯えるばかりだった。
陽太はひなの記憶を取り戻そうと手を尽くすが、職員の司波素子によって陽太の身分詐称がばれる。ひなは海外の施設に移ることになっていた。だが、別れる直前ひなは陽太の名前を呼ぶ。陽太はひなを連れ帰り、介護しながら、いつかひなの病気を治すと決意する。

## 設定
本作に登場する架空の病気「ロゴス症候群」は、脳委縮と神経原性筋萎縮が同時に起こる先天性の病気で、成長するにつれ筋力が低下し、死に至る。治療法は存在しない。ひなはこの病気のため幼いころは立つことも言葉を話すこともできなかった。

## 登場人物
成神 陽太（なるかみ ようた）
声 - 花江夏樹
本作の主人公。大学受験を控えた高校3年生。バスケ部所属。伊座並に片思い中。夏休み中の公園でひなと出会い、以後振り回される。心優しい性格で、妹の空の自作映画の撮影に協力したり、ひかりを援助したりする。基本はしっかり者でもあるが父親のスーツを許可なく拝借するなど少々勝手な所がある。ひな曰く、シスコンの気がある。
佐藤 ひな（さとう ひな）
声 - 佐倉綾音
本作のヒロイン。修道女のような服を着た少女。見た目は幼いが、自称・全知の神「オーディン」と豪語し、一人称は「わし」「我」。ある日突然陽太の前に現れ、世界の終わりを告げる。未来予知や願望を実現させる能力を持つ。陽太たちの神風の名に比べて平凡な自身の本名をいじられると烈火のごとく怒る。
病気のため、親に捨てられ、7歳から祖父の興梠博士に育てられた。博士が亡くなったあと、「神秘的で目立つ格好」で成神家を探してやってきた。
伊座並 杏子（いざなみ きょうこ）
声 - 石川由依
陽太の幼馴染み。陽太曰く、誕生日は8月29日。無口だが優等生で男子にも人気の美少女。母親を亡くしてから内向的な性格になった。将来は音響の仕事を目指している。金魚すくいが上手い。
母親（声 - 大原さやか）は、病気で亡くなっており、亡くなる間際、夫と杏子へのビデオメッセージを残した。
父親（声 - 竹内良太）は、翻訳家として自宅で仕事をしており、妻を失って以降、引きこもりがちになり墓参りにも行っていない。
国宝 阿修羅（こくほう あしゅら）
声 - 木村良平
陽太の親友。かつて陽太と共にバスケットボール部を支えたエースだったが、交通事故で足を傷め、インターハイ予選に敗れたことが心残りになっていた。
成神 空（なるかみ そら）
声 - 桑原由気
陽太の妹。学校では映研部に所属。いつもテンションが低く、語尾に「○○だし〜」とつける。ただ、見た目とはうらはらに先輩であるひかりの店の手伝いをするなど、義理や人情を大切にしている。
神宮司 ひかり（じんぐうじ ひかり）
声 - 照井春佳
空が所属する映研部のOG。病気の母親の代わりにラーメン屋『天昇』を切り盛りしている。経営がうまくいかず借金に苦しんでいたが、ひなと陽太の力もあり新たに『堕天使』と店名を変えてリニューアル。たちまち人気店となった。
天願 賀子（てんがん かこ）
声 - 嶋村侑
テレビのコメンテーターなどを務める才色兼備の弁護士。『リベルタス杯』という自身が主催する変則ルールの麻雀大会で陽太と知り合う。陽太の実在しない役を次々認め、優勝させてしまったことから出場者や解説者のみならず、観覧に来ていた麻雀ファンまでも本気で呆れさせた。性格は高飛車でツンデレ。
成神 時子（なるかみ ときこ）
声 - 柚木涼香
陽太と空の母親。おおらかな性格で、突然押しかけてきたひなを、遠縁だからという理由で快く預かる。実は夫とともに興梠博士の子弟であり、博士亡き後、事前の約束に従ってひなをひきとった。息子との関係は全く悪くないが受験勉強の時期である陽太を暇人扱いするなど、どこか淡白な考えを持っている。
成神 大地（なるかみ だいち）
声 - 新垣樽助
陽太と空の父親。時子と同じくひなとの同居をあっさり受け入れる。空によく付き合わされ、自作映画に演者としてよく出演している。
鈴木 央人（すずき ひろと）
声 - 重松千晴
天才ハッカー少年。フェンリル社の依頼で興梠博士について調べている。子供のころは両親に虐待されながらハッキングで金を騙し取る仕事をさせられてきた。両親が亡くなったあと、CEOにハッカーとして利用されるようになった。たこ焼きが好物。ひながいなくなってからその居場所を知らせに突然陽太たちの前に現れる。
CEO（シーイーオー）
声 - 井上喜久子
世界的IT企業「フェンリル」の社長。興梠博士の研究を調査するため、央人を利用している。ひなの存在を知ってからは、「何も知らない少女が、無意識に世界を滅ぼす危険性がある」と感じ、ひなからチップ型量子コンピューターを取り除くことを決議し、部下にひなの確保を命じてチップの除去手術を実行に移した。世界が破滅しないことを第一に考え、また、央人を利用する身ではあるが、央人の悲惨な過去に同情するなどもしている。
尾熊 雷太（おぐま らいた）
声 - 松田健一郎
CEOの指示で央人の監視役を務めている。また、央人の運転手も務めていた。ひなからチップ型量子コンピューターを取り除くことに央人が反対した際は、ひなの身柄を抑えるまで部下と協力し央人を個室に軟禁した。
高城 丈士朗（たかじょう じょうじろう）
声 - 水島大宙（友情出演）
第6話で夏祭りに来ていた青年。ひなからロリコン呼ばわりされ、驚いて逃げ出す。
本作と同じ麻枝准とP.A.WORKSが制作したアニメ『Charlotte』の登場人物。また高城が着用するシャツには同作のキャラクター・西森柚咲がプリントされている。
貸金屋（かしきんや）
声 - 竹内栄治
ひかりの店に対し、30％の法外な利子を突き付け苦しめていた借金の取り立て屋。ひなと陽太の策略で返り討ちに遭い、姿をくらました。その後、第7話で空が制作する映画のスタッフの一人として再登場。仕事からは足を洗い、性格も丸くなった。また、エンディングのテロップも『元貸金屋』となっていた。
佐藤 歳徳（さとう としとく）
声 - 星野充昭
ひなの実父で医師。ひなの母である妻を亡くしたあと、五十鈴（いすず、声 - 川澄綾子）という女性と再婚し、2児と暮している。重度の障害「ロゴス症候群」を持って生まれたひなのせいで家庭が壊れるのを恐れ、7歳のひなを手離し、興梠修一郎に預けた。元気なひなを連れてきた陽太に対し「どんな姿でも会いたくなかった」と拒絶の意思を明かした。
興梠 修一郎（こおろぎ しゅういちろう）
声 - 佐々木省三
ひなの祖父で成神夫妻の恩師。情報工学を専門とする研究者だが、研究の対象は、材料工学、電子工学、医学、言語学まで網羅する。亡くなったあとその研究の謎を央人がハッキングで調査している。
司波 素子（しば もとこ）
声 - 名塚佳織
ひなが入所したサナトリウムでひなを介護する職員。声やテレビゲームでひなに刺激を与える陽太を警戒する。12年前、障害のある女児を出産するが、治療のため引き離され、愛情を注げないまま死に別れたことを悔やみ、現在の職についた。そのため、自身のこどもと同じように障害を持ったこどもを救うことに依存している節もある。

## スタッフ
- 原作・脚本 - 麻枝准[1]
- 監督 - 浅井義之[1]
- キャラクター原案 - Na-Ga[1]
- キャラクターデザイン・総作画監督 - 仁井学[2]
- プロップデザイン - 牧野博美
- 色彩設計 - 中野尚美[2]
- 美術監督 - 鈴木くるみ[2]
- 美術設定 - 藤井裕太
- 撮影監督 - 梶原幸代[2]
- 3D監督・3DCG・3Dモデリング - 鈴木晴輝[2]
- 編集 - 髙橋歩[2]
- 音響監督 - 飯田里樹[2]
- 音楽 - MANYO、麻枝准[2]
- プロデューサー - 鳥羽洋典、西出将之、辻充仁
- アニメーションプロデューサー - 山本輝
- アニメーション制作 - P.A.WORKS[1]
- 製作 - アニプレックス、ABCアニメーション、ビジュアルアーツ、TOKYO MX、BS11、メ〜テレ、ムービック、P.A.WORKS

## 主題歌
オープニングテーマ「君という神話」、エンディングテーマ「Goodbye Seven Seas」、第5話挿入歌「宝物になった日」、第9話・第12話挿入歌「夏凪ぎ」は、麻枝准×やなぎなぎによる楽曲で、全曲の作詞・作曲を麻枝、編曲をMANYO、ボーカルをやなぎが担当する。

## 各話リスト
| 話数 | サブタイトル   | 画コンテ | 演出                           | 作画監督 | 初放送日        |
| --- | -------------- | -------- | ------------------------------ | --- | --------------- |
| 第一話 | 降臨の日       | 浅井義之 | 阿部ゆり子                     | 小島明日香 山方春香 | 2020年 10月11日 |
| 公園でバスケをしていた成神陽太の前に「全知の神オーディン」と名乗る少女が現れ、「30日後にこの世界は終わる」と予言する。当初は相手にしなかった陽太だが、彼女が競馬の結果を次々あてるのに驚く。陽太は片思いする伊座並杏子に気に入られたいと頼むと、野球部からホームランを打てばよいと言われる。しかし、ホームランは打てず、伊座並へ告白するも振られる。彼女は陽太の家に身を寄せるという。陽太が家に電話すると母親はあっさり受け入れる。 |                |          |                                | |                 |
| 第二話 | 調べの日       | 浅井義之 | 高村彰                         | 杉光登 | 10月18日        |
| 陽太が連れ帰った少女は佐藤ひなと名乗る。陽太の両親は遠縁のひなをしばらく成神家で預かることにする。ひなは陽太と伊座並をくっつけようと、映画のシナリオを書き、陽太の妹・空に撮影させるが、うまくいかず空回り。ひなは伊座並が映画の音響監督を目指していると見抜き、楽器店のピアノで作曲。陽太は伊座並を訪ね、曲を弾いてみせる。伊座並の関心をひくことはできたものの肝心の告白ができずに終わる。その夜、空が怪我をして帰宅する。 |                |          |                                | |                 |
| 第三話 | 天使が堕ちる日 | 松林唯人 | 松林唯人                       | 小野和美 小笠原憂 小澤円 Park Ae-lee Lee Bu-hee                                                                                         | 10月25日        |
| 空は借金取りに追われる映研部OGの神宮司ひかりをかばって怪我をしていた。神宮司は病気の母に変わってラーメン屋を切り盛りしているが、客が来ないという。ひなはラーメン屋を立て直すと宣言。陽太は再生屋になりすまして神宮司の店に行き、ひなの指示通り店名やラーメンの味を変えると、店は大繁盛。借金取りもひなの言う通り動くだけで殴り倒すことができた。そのころ、謎の少年・鈴木央人は尾熊雷太に監視されながら来日し、CEOの依頼でハッキングを始める。 |                |          |                                | |                 |
| 第四話 | 闘牌の日       | 上野壮大 | 上野壮大                       | 小島明日香 宮下雄次 小澤円 Park Ae-lee Shin Min Seop Shin Hyung Sik Lee Sang Jin Kim Seok Yung                                          | 11月1日         |
| 陽太は美人弁護士コメンテーター・天願賀子のファン。それを知ったひなは、天願主催の麻雀大会「リベルタス杯」のネット予選に参加して勝ち抜き、陽太を決勝戦に送り込む。麻雀のルールを全く知らない陽太だが、ひなに指示された通り、ルールにない役で次々あがり、天願に認められ、優勝してしまう。大会後、陽太は天願に色仕掛けで迫られるが、怖気づいて逃げ出し、ひなにあきれられる。 |                |          |                                | |                 |
| 第五話 | 大魔法の日     | 篠原俊哉 | 阿部ゆり子                     | 小島明日香 宮下雄次 | 11月8日         |
| 伊座並杏子は、母親が亡くなり10年以上たつが、翻訳家の父親が仕事を理由に墓参りに一度もいかないのに悩んでいた。ひなは陽太と伊座並家を訪ね、娘の誕生日プレゼントを選ぶという理由で外出させる。父親は母親が残したビデオメッセージがあるが、娘には見せたことがないという。ひなの指示で、陽太は伊座並に冥界に通じる電話といってスマホを渡す。ひなは母親になりきり、伊座並にビデオメッセージを残していると伝える。ビデオは母親が娘の誕生日を小学生から18歳まで祝うもので、最後は「見終えたらお母さんのことを忘れてメッセージを処分しなければならない」と続いていた。父親はここでビデオを止めるが、伊座並は父親を励まし続きを見る。母親は自分を忘れて元気になる「大魔法」をかけたところでビデオは終わる。伊座並は母親の大魔法で幸せになろうと決意し、父親と墓参りにいく。その夜、お礼を言うため訪ねてきた伊座並に陽太はまたも告白できず、ひなを怒らせる。 |                |          |                                | |                 |
| 第六話 | 祭の日         | 福田道生 | 橘内諒太                       | 川面恒介 | 11月15日        |
| ひなは夏祭りがあると聞き、陽太に皆を誘わせる。祭りの夜、天願賀子まで集まり、夜店を楽しむ。だがひなは冷凍車のコンテナに閉じ込められたまま、トラックが走り出してしまう。事態に気付いた陽太は阿修羅とバイクで後を追う。阿修羅はバスケに挫折した試合を思い起こし、陽太にジャンプさせ、ひなは救出される。 |                |          |                                | |                 |
| 第七話 | 映画撮影の日   | 浅井義之 | 高橋正典 タカハシアキラ        | 伊藤幸 小島明日香 宮下雄次 Park Ae-lee Kim Seok Yung Shin Hyung Sik                                                                     | 11月22日        |
| 空の映画脚本が完成。ひなは陽太に命じて、伊座並や天願、借金取りまで集め、ひなを主役にして撮影開始。しかしファンタジーものという題材のため、制作は難航する。鈴木央人は尾熊雷太のもとで、研究者・興梠修一郎の手がかりを探していた。興梠の実家は取り壊しがはじまっていたが、央人は廃品回収業者の工場で興梠の遺品を回収。写真には幼いひなが写っていた。 |                |          |                                | |                 |
| 第八話 | 海を見にいく日 | 福田道生 | 阿部ゆり子                     | Lee Bu-hee Jung Eun-hee Eom Ik-hyun | 11月29日        |
| 陽太はいつまでひなが家にいられるのか気になり、両親に問いただす。ひなは遠縁ではなく両親が昔世話になった人物の孫であるという。陽太は再婚しているひなの父親に会うことを決意。ひなの案内で医師の佐藤歳徳を訪ねる。ひなを見た再婚相手の五十鈴は激しく動揺。場所を海辺に移し、佐藤はひなのことを話す。佐藤はひなが重い障害「ロゴス症候群」を持って生まれ、先妻も亡くし、家庭を守るためひなを捨てたという。再会は物別れに終わり、ひなと陽太は旅館に泊まる。その夜、佐藤家に央人がやってくる。 |                |          |                                | |                 |
| 第九話 | 神殺しの日     | 鈴木健一 | 菅沼芙実彦                     | 川面恒介 杉光登 小澤円 Shin Min Seop Shin Hyung Sik Lee Sang Jin Kim Seok Yung                                                          | 12月6日         |
| 央人はひなと陽太について調べ、興梠博士が常温動作可能なチップ型量子コンピューターを開発していたと報告する。央人は解析作業を望むが、CEOは解析ではなくチップのありかを探すよう命じる。ネットワークに潜った央人は、チップがひなに埋め込まれ、健康になったと結論。CEOは「上」の判断を仰ぎ、央人を監禁。央人はひなにアクセス。ひなは陽太たちに30日後の世界の終わりは自分の終わりであること、ある少年が神殺しの火を使い後悔していると話す。「上」はひなから量子コンピューターをはずし秘匿することで合意。謎の男たちに追われ、陽太はひなを連れて逃げる。何故と問うひなに、陽太はひなを抱きしめ「好きだから」と叫ぶ。だが、陽太は男たちに引き離され、ひなは自分も好きだったと告げて男たちと去る。 |                |          |                                | |                 |
| 第十話 | 過ぎ去る日     | 篠原俊哉 | 高村彰                         | 小島明日香 宮下雄次 伊藤幸 Park Ae-lee Jung Eun-hee Kim Min-sun Lim Ji-hyun Ryu Seung-cheol Song Hyeon-ju Han Eun-mi                    | 12月13日        |
| 2学期が始まる。陽太たちはチラシを作りひなを探していたが手掛かりは見つからない。陽太は1学年下に編入してきた鈴木央人と親しくなり、伊座並、阿修羅とつるんで遊ぶようになる。年が明け、模試を受けた陽太に突然央人が逆上。陽太は央人がひなの足跡をたどらせていたこと、ひなの神を殺したのが央人と気づく。央人は陽太にひなに会いたいか覚悟を決めさせ、尾熊の車で山奥のサナトリウムに案内し、偽の身分証を渡して別れる。サナトリウムに入った陽太は変わり果てたひなと対面。開頭手術を受けたひなは言葉も話せず、大声や男性にひどく怯えるようになっていた。ひなを連れ帰るつもりでいた陽太は、ひなの様子に心が揺らぐ。 |                |          |                                | |                 |
| 第十一話 | 遊戯の日       | 安藤真裕 | 松林唯人                       | 川面恒介 杉光登 小澤円 迫江沙羅 Lee Sang Jin Shin Hyung Sik Shin Min Seop Kim Seok Yung                                                 | 12月20日        |
| 体が不自由になり、心を閉ざしたひなは介護職員の司波の努力で少しずつ笑顔を取り戻していた。陽太はひなに自分たちとの記憶を思い出させようとするが、ひなは怯えてパニックになる。司波は陽太の知る過去のひなは埋め込まれていたコンピューターで、本当のひなではないと指摘。あきらめきれない陽太はひなが好きだったテレビゲームを取り寄せる。当初パニックをおこしていたひなだが、ゲームに慣れるうち笑顔を見せるようになる。不審に思った司波の調査で陽太が身元を偽っていることが判明する。 |                |          |                                | |                 |
| 第十二話 | きみが選ぶ日   | 浅井義之 | 阿部ゆり子 菅沼芙実彦 橘内諒太 | 川面恒介 小島明日香 杉光登 宮下雄次 伊藤幸 Woo Jin-Woo Park Ae-lee Jung Eun-hee Kim Seok Yung Shin Hyung Sik Shin Min Seop Lee Sang Jin | 12月27日        |
| 陽太は施設からの退去を勧告される。司波はひなと一緒に海外の施設に移ることになった。あきらめきれない陽太は、ひなに家族の似顔絵カードを見せて名前を言わせるが、ひなは陽太のカードだけを捨て、陽太の大声に怯えて拒絶する。陽太とひなが施設を去る日、ひなは「陽太、好き」と言葉を発し、陽太に向かって歩く。司波は陽太の希望を受け入れ、ひなは成神家に帰る。仲間たちが集まり、空の映画撮影が再開。体の不自由なひなも出演させ、映画は完成する。陽太は大学を受け直し、ひなの病気を治すと決意する。 |                |          |                                | |                 |

## 放送局
| 放送期間                              | 放送時間                                                  | 放送局         | 対象地域       | 備考                           |
| ------------------------------------- | --------------------------------------------------------- | -------------- | -------------- | ------------------------------ |
| 2020年10月11日 - 12月27日             | 日曜 0:00 - 0:30（土曜深夜）                              | TOKYO MX       | 東京都         | 製作局                         |
|                                       |                                                           | とちぎテレビ   | 栃木県         |                                |
|                                       |                                                           | 群馬テレビ     | 群馬県         |                                |
|                                       |                                                           | BS11           | 日本全域       | 製作局 / BS放送 / 『ANIME+』枠 |
|                                       | 日曜 2:30 - 3:00（土曜深夜）                              | メ〜テレ       | 中京広域圏     | 製作局                         |
|                                       |                                                           | 朝日放送テレビ | 近畿広域圏     | 『ANiMAZiNG2!!!』枠            |
|                                       | 日曜 21:00 - 21:30                                        | AT-X           | 日本全域       | CS放送 / リピート放送あり      |
| 2020年10月14日 - 12月30日             | 水曜 1:05 - 1:35（火曜深夜）                              | 富山テレビ     | 富山県         |                                |
| 2020年10月17日 - 2021年1月9日         | 土曜 1:55 - 2:25（金曜深夜）                              | 山陰放送       | 鳥取県・島根県 | 『森谷佳奈のアニ物語』枠       |
| 2020年10月27日 - 2021年1月19日        | 火曜 1:18 - 1:48（月曜深夜）                              | 長崎文化放送   | 長崎県         | 『あに。』枠                   |
| 2020年11月4日 -                       | 水曜 1:00 - 1:30（火曜深夜）                              | テレビ神奈川   | 神奈川県       |                                |
| 2020年12月30日 2021年1月4日 - 1月25日 | 木曜 0:40 - 2:40（水曜深夜） 火曜 1:00 - 2:00（月曜深夜） | テレビ山梨     | 山梨県         | 4話連続放送後、2話連続放送     |

| 配信開始日     | 配信時間                     | 配信サイト |
| -------------- | ---------------------------- | --- |
| 2020年10月11日 | 日曜 0:30（土曜深夜） 更新   | dアニメストア （本店・for Prime Video） ニコニコチャンネル                                                                                                   |
|                | 日曜 0:30 - 1:00（土曜深夜） | ニコニコ生放送 |
| 2020年10月13日 | 火曜 12:00 更新              | GYAO! ひかりTV バンダイチャンネル J:COMオンデマンド TELASA ビデオマーケット DMM.com music.jp Hulu FOD Netflix U-NEXT アニメ放題 Amazonプライム・ビデオ ABEMA |

## BD / DVD
| 巻 | 発売日         | 収録話          | 規格品番      | 規格品番      |
| 巻 | 発売日         | 収録話          | BD限定版      | DVD限定版     |
| -- | -------------- | --------------- | ------------- | ------------- |
| 1  | 2020年12月23日 | 第1話 - 第2話   | ANZX-14741/2  | ANZB-14741/2  |
| 2  | 2021年1月27日  | 第3話 - 第4話   | ANZX-14743/4  | ANZB-14743/4  |
| 3  | 2021年2月24日  | 第5話 - 第6話   | ANZX-14745/6  | ANZB-14745/6  |
| 4  | 2021年3月24日  | 第7話 - 第8話   | ANZX-14747/8  | ANZB-14747/8  |
| 5  | 2021年4月28日  | 第9話 - 第10話  | ANZX-14749/50 | ANZB-14749/50 |
| 6  | 2021年5月26日  | 第11話 - 第12話 | ANZX-14751/2  | ANZB-14751/2  |

## 関連番組

### テレビ・Web番組
本作の公開発表と同時期に、特設サイト「麻枝准研究所」がニコニコチャンネルで開設。その1コンテンツとして、本作と関連したインターネット生放送がニコニコ生放送で行われている。
主要キャストおよびスタッフの発表と前後して、本作の製作に至るまでを撮影したドキュメンタリー「新作アニメ『神様になった日』プロローグ特番〜Keyと麻枝准による感動の軌跡〜」がTOKYO MXにて2020年5月24日に放送され、朝日放送テレビとメ〜テレでも5月31日（30日深夜）に、BS11でも7月2日（1日深夜）にそれぞれ放送された。ナレーションは緑川光、出演は麻枝准、坂上秋成、浅井義之、神谷浩史、Lia、LiSA、佐倉綾音。
さらにTOKYO MX・BS11・とちぎテレビ・群馬テレビ・AT-Xでは放送2週間前に、朝日放送テレビ・メ〜テレでは放送1週間前に直前特番が組まれた。

### Webラジオ
本放送に先駆けて原作・脚本の麻枝准によるWebラジオ『麻枝准の殺伐RADIO』が、『Angel Beats!』『Charlotte』に続き2020年7月25日に公式サイトにて配信された。
また佐藤ひな役の佐倉綾音と成神陽太役の花江夏樹によるWebラジオ『神様になったラジオ』が、2020年10月16日から2021年4月2日まで音泉にて隔週金曜に配信。

## 漫画
ウェブコミック配信サイト「ComicWalker」「ニコニコ静画」内の『電撃G's magazine』（KADOKAWA）ブランドにてにて2020年11月14日から2022年1月25日まで連載。作画はZEN。
- ZEN（作画）、麻枝准（原作・脚本）、 Na-Ga（キャラクター原案） 『神様になった日』 KADOKAWA〈電撃コミックスNEXT〉、全2巻
  1. 2021年5月27日発売[28]、ISBN 978-4-04-913721-7
  2. 2022年2月26日発売[29]、ISBN 978-4-04-914109-2

## 反響・コラボレーション
主要舞台のモデルは山梨県山梨市とされており、2020年11月8日の山梨日日新聞ではファンによる聖地巡礼が行われていることが紹介されている。
2020年11月22日に山梨市との聖地巡礼コラボレーション（タイアップ）を発表した。コラボレーションに至った経緯として「（放送前の告知CMで）『神様になった日の舞台が山梨市ではないか』という話題をSNSで知り、製作会社であるアニプレックスに問い合わせたところ『山梨市をモデルにしていて、実はタイアップを考えていた』との返事が得られたため、実現しました」と市の広報誌で説明されている。主なモデル地の万力公園、山梨県笛吹川フルーツ公園、山梨市立図書館など市内7か所の舞台地を探訪しスマートフォンの待ち受け画像をゲットできるイベントが実施された。
2020年12月20日、テレビ山梨での放送を前に、宣伝プロデューサーによるトークイベントが開かれ、山梨市市内がモデルになっていると改めて紹介された。